# كورت هينريتش ماير
كورت هينريتش ماير (بالألمانية: Kurt Heinrich Meyer)‏ هو كيميائي ألماني، ولد في 29 سبتمبر 1883 في تارتو في إستونيا، وتوفي في 14 أبريل 1952 في منتون في فرنسا.